# メッセージ・イン・ア・ボトル (映画)
『メッセージ・イン・ア・ボトル』（Message in a Bottle）は1999年のアメリカ合衆国の恋愛映画。

## 概要
監督はルイス・マンドーキ。ニコラス・スパークスの同名小説が原作。
ケビン・コスナー、ロビン・ライト（当時は結婚していたロビン・ライト・ペン名義）、ポール・ニューマン出演。メイン州、シカゴ、ノースカロライナ州ウィルミントンで撮影された。
瓶の中に手紙を見つけた女性が手紙を書いた男性に恋をする物語である。

## ストーリー
テリーサはシカゴの新聞社に勤めている。離婚して息子と二人暮らし。ある日のこと、休暇で訪れたマサチューセッツのケープコッドの海岸で砂の中に埋もれた瓶を見つけたが、そこには謎めいた手紙が入っている。読んでみると、キャサリンという女性へあてたもので、文面からその女性は既に亡くなっていることが分かる。そう、既に亡くなった女性へ宛てた愛の手紙なのだ。テリーサの上司チャーリーはコラムニストで、その手紙のことを記事にした。その反響は大きく、別の手紙を海岸で見つけたと知らせてくれる読者もおり、テリーサは更に2通の手紙を手に入れる。それらの謎めいた手紙を書いた主のことが気になって仕方がないテリーサは、ついにその男性に会ってみようと決心する。とは言っても手紙には男性の住所は書かれていない。一体どうしたものか。テリーサは手紙の文章に含まれるいくつかの手がかりをもとに、少しずつ手紙の主へと繋がる糸をたどり、ノースカロライナの海辺の町にいることを突き止め、その男性、ギャレットを訪ねる。だが、テリーサは自分が手紙を見つけて読んだことを話せない。ギャレットのほうは、まさか自分が海に流した手紙がきっかけとなってテリーサが自分の目の前にいるとは夢にも知らない。こうして出会ったふたりは次第に惹かれ合っていく。

## キャスト
※括弧内は日本語吹替
- ギャレット・ブレイク - ケビン・コスナー（原康義）
- テリーサ・オズボーン - ロビン・ライト・ペン（佐々木優子）
- ドッジ・ブレイク - ポール・ニューマン（坂口芳貞）
- ジョニー・ランド - ジョン・サヴェージ（内田直哉）
- リーナ・ポール - イリーナ・ダグラス（佐藤しのぶ）
- チャーリー・トスキ - ロビー・コルトレーン（辻親八）
- ジェイソン・オズボーン - ジェシー・ジェームズ（津村まこと）
- マータ・ランド - ベセル・レスリー（定岡小百合）
- ハンク・ランド - トム・アルドリッジ（城山堅）
- キャサリン・ブレイク - スーザン・ブライトビル（相沢恵子）
- アンディ - ラファエル・スバージ
- アニー - パトリシア・ベルチャー
- 遭難した少女 - ヘイデン・パネッティーア

## 音楽
アイルランドの音楽グループ、クラナドがこの映画のために「What Will I Do」という曲を書いた。リチャード・マークスも「One More Time」という曲を作曲し、ラウラ・パウジーニが歌い、エンドクレジットで流れた。
サウンドトラックは、1999年2月9日にリリースされた。

### トラックリスト
1. Edwin McCain–	I Could Not Ask For More	4:37
2. Sinéad Lohan–	No Mermaid	4:05
3. Faith Hill–	Let Me Let Go	4:08
4. Beth Nielsen Chapman–	I Will Know Your Love	4:18
5. Hootie & The Blowfish–	Only Lonely	4:36
6. Yve.n.Adam*–	Don't	3:45
7. Sheryl Crow–	Carolina	3:55
8. Sarah McLachlan–	I Love You	4:42
9. Marc Cohn–	Fallen Angels	2:38
10. Nine Sky Wonder–	Somewhere In The Middle	3:59
11. Clannad–	What Will I Do	5:30
12. Anna Nordell–	I'll Still Love You Then	4:48
13. Laura Pausini–	One More Time	4:22
14. Gabriel Yared–	Theresa & Garret	4:12
15. Gabriel Yared–	Message In A Bottle	7:58
16. Gabriel Yared–	Dear Catherine	7:05

## 評価
レビュー・アグリゲーターのRotten Tomatoesでは38件のレビューで支持率は32%、平均点は5.40/10となった。Metacriticでは23件のレビューを基に加重平均値が39/100となった。